# 東山玲士
東山 玲士（ひがしやま れいじ、2000年5月5日 - ）は、香川県坂出市出身のプロ野球選手（投手）。右投右打。オリックス・バファローズ所属。

## 経歴

### プロ入り前

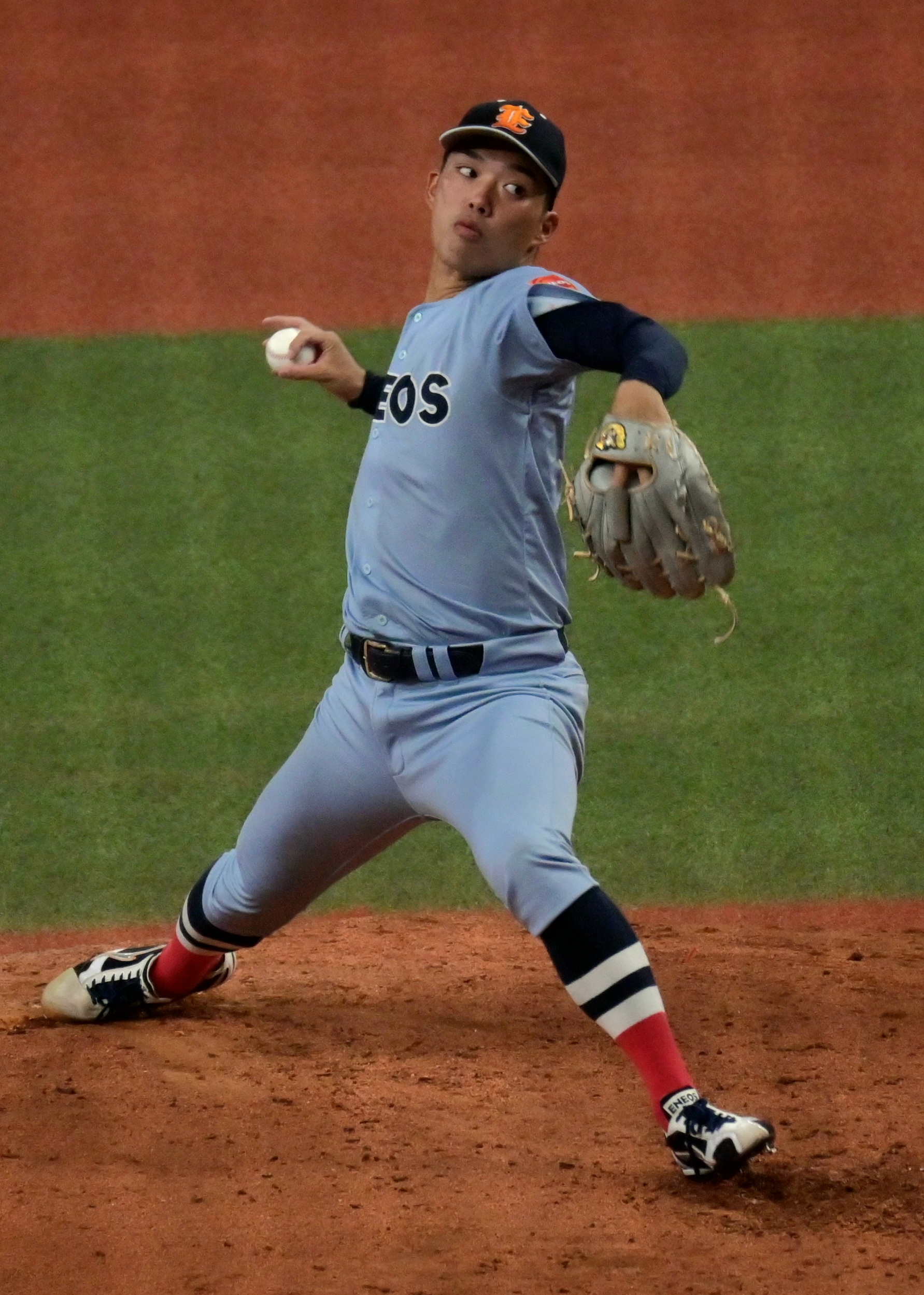
ENEOS時代
（2024年10月31日 京セラドーム大阪）

5歳ごろにテレビで阪神タイガースの試合を見ると「金本（知憲）さんが格好良くて」と親にグラブとボールを買ってもらい、小学校入学までは連日「親に止められるまでやってましたね」と日が暮れるまで壁当てをしていた。
坂出市立川津小学校1年生のときに『川津野球スポーツ少年団』で本格的に野球を始め、投手兼捕手。坂出市立坂出中学校では軟式野球部に所属して投手。3年春の県大会で準優勝し、四国大会では1回戦敗退であった。
丸亀高校では投手・三塁手・外野手としてプレーし、1年夏から背番号18でベンチ入りした。2年夏は背番号9ながら主戦投手として香川大会ベスト4入りに貢献。同年秋から背番号1を付けたが、3年時は右肩を故障して思うような結果を残せず、3年夏は香川大会3回戦敗退であった。甲子園出場経験はなし。
同志社大学へ進学すると、2年秋にリーグ戦デビュー。3年時から主戦投手として活躍し、3年秋のリーグ戦ではリーグ1位の防御率0.74でベストナインに選出された。関西学生リーグでは通算39試合の登板で4勝8敗・防御率2.04。
大学卒業後はENEOSへ入社し、1年目は日本選手権で2試合に登板。2年目は都市対抗で1試合に登板した。
2024年10月24日に開催されたドラフト会議にて、オリックス・バファローズから5位指名を受けた。指名後に出場した日本選手権ではミキハウスとの初戦に先発し、4回を投げてソロ本塁打の1失点のみに抑えたが、チームは敗退した。11月15日にオリックスと契約金3500万円・年俸800万円（金額はいずれも推定）で仮契約を締結。同29日には新人選手入団発表記者会見が行われ、背番号は45と発表された。担当スカウトは佐野如一。

### オリックス時代
2025年はリリーフとして期待されオープン戦に2試合登板するも、右肘の不調により治療に入り、5月19日に右肘側副靱帯再建術（トミー・ジョン手術）を受けたことが球団から発表された。

## 選手としての特徴
真上から投げ下ろすストレートは回転軸が横に寝ることがなく、真縦に回ってスピン量が多い。最速は151km/hを計測し、このストレートと三振を奪える決め球のチェンジアップが武器。変化球はその他にカーブ、スライダー、カットボールを投じる。

## 詳細情報

### 背番号
- 45（2025年[5] - ）